# Adjama
Adjama, ook wel Adjama Kondré, was een dorp aan de Sarakreek in Brokopondo in Suriname.
Adjama had sinds de eerste jaren van de 20e eeuw een station aan Lawaspoorweg naar Sikakamp, Gégé en Dam, met als eerdere haltes Abontjeman en Kabel-Zuid.  Het traject was ongeveer veertig kilometer lang. Vervolgens werd de Surinamerivier overgestoken. Van 1909 tot 1924 gebeurde dit per kabelbaan en, nadat defecten in de kabel werden ontdekt, per korjaal. Aan de overzijde vertrok vervolgens een trein vanuit Kabel-Noord naar Paramaribo.
Rond 1918/1920 en later ook weer aan het begin van de crisisjaren 1930 was er sprake van opheffing van de lijn Kabel-Zuid naar Dam, omdat deze niet meer rendabel zou zijn. De lijn bleef echter bestaan.
Bij Adjama lag het goudveld Dieu-Merci Placer waar de Nederlandsch-Surinaamsche Goud-Maatschappij actief was.
In dit gebied waren geen kerken. Priesters van de Katholieke Kerk en de Evangelische Broedergemeente kwamen hier soms langs om een dienst te houden. Volgens een artikel in De West zou er een goede opkomst zijn bij die diensten.
Sinds medio jaren 1960 werd hier het Brokopondostuwmeer aangelegd, waarbij de dorpen in deze omgeving onder water kwamen te staan. De inwoners werden getransmigreerd.